# Mistrzostwa Świata w Łyżwiarstwie Szybkim w Wieloboju 1904
12. mistrzostwa świata w łyżwiarstwie szybkim w wieloboju odbyły się w dniach 6–7 lutego 1904 roku w Oslo w Norwegii. Zawodnicy startowali na naturalnym lodowisku na Gamle Frogner stadion. W zawodach wzięli udział tylko mężczyźni. Zawodnicy startowali na czterech dystansach: 500 m, 1500 m, 5000 m, 10000 m. Mistrzem zostawał zawodnik, który wygrywał trzy z czterech dystansów. Wszystkie cztery biegi wygrał Peter Sinnerud, ale po mistrzostwach został zdyskwalifikowany za złamanie regulaminu (był profesjonalistą, a w zawodach mogli startować tylko amatorzy). Tytuł mistrzowski przyznano Sigurdowi Mathisenowi. Srebrnych i brązowych medali nie przyznawano. Miejsca pozostałych zawodników są nieoficjalne.

## Uczestnicy
W zawodach wzięło udział 14 łyżwiarzy z 1 kraju. Sklasyfikowanych zostało 4.
| Państwa biorące udział w mistrzostwach |
| -------------------------------------- |
| Norwegia                               |

## Wyniki
- DNF – nie ukończył, DNS – nie wystartował, DSQ – zdyskwalifikowany, f – wywrócił się

| Pozycja | Zawodnik         | Kraj     | 500 m         | 5000 m        | 1500 m       | 10000 m      |
| ------- | ---------------- | -------- | ------------- | ------------- | ------------ | ------------ |
| 01 !    | Sigurd Mathisen  | Norwegia | 48.2 (2.)     | 9:28.2 (1.)   | 2:35.8 (1.)  | 19:31.0 (1.) |
| (2.)    | Rudolf Gundersen | Norwegia | 46.6 (1.)     | 9:37.6 (4.)   | 2:35.8 (1.)  | 19:47.4 (2.) |
| (3.)    | Rudolf Røhne     | Norwegia | 49.0 (3.)     | 9:55.0 (6.)   | 2:39.0 (3.)  | 19:58.6 (4.) |
| (4.)    | Olaf Hansen      | Norwegia | 51.2 (5.)     | 9:31.2 (2.)   | 2:43.4 (4.)  | 19:54.6 (3.) |
| DNS     | Magnus Johansen  | Norwegia | 53.0 (8.)     | 10:10.2 (8.)  | 2:59.2 (10.) | 59:59.9 !    |
| DNS     | Thor Poulsen     | Norwegia | 56.4f (10.)   | 10:29.0 (12.) | 2:48.8 (7.)  | 59:59.9 !    |
| DNS     | Dagfinn Klaussen | Norwegia | 51.6 (6.)     | 9:55.0 (6.)   | 2:45.6 (5.)  | 59:59.9 !    |
| DNS     | Nils Gundersen   | Norwegia | 54.9 (9.)     | 9:49.8 (5.)   | 2:47.0 (6.)  | 59:59.9 !    |
| DNS     | Johan Kaspersen  | Norwegia | 1:00.4f (11.) | 10:53.0 (13.) | 3:01.2 (11.) | 59:59.9 !    |
| DNS     | Olaf Johansen    | Norwegia | DNF           | 10:14.4 (11.) | 2:50.2 (8.)  | 59:59.9 !    |
| DSQ     | Peter Sinnerud   | Norwegia | 46.2 DSQ      | 9:26.4 DSQ    | 2:34.8 DSQ   | 19:15.2 DSQ  |
| DNF     | Olaf Johansen    | Norwegia | 51.8 (7.)     | 10:13.4 (10.) | DNF          | 59:59.9 !    |
| DNS     | Oluf Steen       | Norwegia | 49.2 (4.)     | 9:36.0 (3.)   | 9:59.9 !     | 59:59.9 !    |
| DNS     | Julius Hansen    | Norwegia | 59.9 !        | 10:10.8 (9.)  | 2:54.6 (9.)  | 19:58.6 (4.) |